# Hemisus perreti
Hemisus perreti là một loài ếch thuộc họ Hemisotidae. Loài này có ở Cộng hòa Dân chủ Congo, Gabon, có thể cả Angola, và có thể cả Cộng hòa Congo.
Môi trường sống tự nhiên của chúng là rừng ẩm vùng đất thấp nhiệt đới hoặc cận nhiệt đới, đầm nước ngọt, và đầm nước ngọt có nước theo mùa.